# Zamek w Rajkowcach
Zamek w Rajkowcach – zameczek obronny, jeden z ośrodków dawnego klucza felsztyńskiego.

## Historia
Niewielki zamek obronny należał pierwotnie do rodu Herburtów, później Kalinowskich. Poprzez małżeństwo dziedziczki Kalinowskich Marianny z Józefem Kajetanem Grabianką, którzy byli rodzicami alchemika i mesjanisty Tadeusza, zamek przeszedł na własność Grabianków. Według podania, w zameczku broniła się przed Tatarami jedna z właścicielek, Marianna Grabianczanka (Grabianka). Później Grabiankowie przenieśli się stąd do wsi Ostapkowce, nad rzeką Smotrycz w pow. proskurowskim.
Pod koniec XVIII w. zamek w Rajkowcach znajdował się w zastawie u kasztelana kamienieckiego Onufrego Morskiego, brata wybitnego przywódcy obozu patriotycznego Tadeusza. Kasztelan urządzał w nim przedstawienia teatralne dla przyjeżdżających z pobliskiego Mikołajewa książąt Czartoryskich, ich otoczenia oraz bawiących u nich gości. W Rajkowcach wystawił m.in. Powrót posła Niemcewicza oraz przetłumaczoną przez generała Czartoryskiego komedię francuską Regnarda Bliźniacy, w którym to przedstawieniu tytułowe role bliźniaków zagrali pisarz Julian Ursyn Niemcewicz i ojciec poety Antoniego Malczewskiego.
W 1781 zameczek w Rajkowcach powrócił w posiadanie Grabianków. Od właścicieli nabyli go Skibniewscy, w których posiadaniu znajdował się w XIX w..

Rozgrabiono tak, że ślad nie został, Skibniewo, Andrejkowce, Rajkowce, Ochrymowce i szereg niezliczonych innych....